# Zhódino
Zhódzina (en bielorruso: Жо́дзіна, AFI: [ˈʐodzʲina], transliterado oficialmente como Žodzina) o Zhódino, (en ruso: Жо́дино, AFI: [ˈʐodʲɪnə]) es una ciudad subprovincial de Bielorrusia, localizada en la provincia de Minsk, a 50 km al noreste de Minsk. La ciudad cubre una área de 19 km² y tiene una población de 61.800 (2010).
Es el único territorio de su provincia que no pertenece a ningún distrito o raión. Su territorio está casi completamente rodeado por el raión de Smaliavichy, excepto al noreste, donde limita con el raión de Borisov.

## Historia
Es una de las ciudades más nuevas en el país; su construcción empezó en 1963.

## Geografía
La ciudad está situado a 50 kilómetros en el noreste de Minsk y a 15 kilómetros del suroeste de Barýsaw. Está cruzado por el río Plisa y tiene un pequeño lago en su periferia sur.

## Educación
Hay nueve escuelas, dos escuelas secundarias, un liceo profesional y Zhódino que es una universidad politécnica en la ciudad.

## Economía
El BelAZ fábrica de automóviles (la fábrica de automóviles de Bielorrusia) es la empresa más grande de la ciudad, con aproximadamente 11.000 trabajadores, aproximadamente una sexta parte de la población local. Cada tercer camión minero en el mundo está producido por ellos - su más grandes puede llevar 450 toneladas. Otro fábrica importante es el fabricante de ropa  "SVITANAK", el cual produce ropa de niños y adultos. Sus productos son exportados a países europeos.

## Transporte
Zhódino es servida por la autopista M1, parte de la ruta europea E30, una carretera internacional que une Berlín y Varsovia a Moscú. Cuenta con dos estaciones de ferrocarril (Zhódino y la parada de Zhódino Yuzhny) en la línea internacional Minsk-Moscú; y su estación principal es servido por algunos trenes internacionales como el Sibirjak Berlín-Novosibirsk.  El aeropuerto internacional de Minsk está a 40 kilómetros de Zhodino.

## Deporte
El club de fútbol local es el Torpedo Zhódino - BelAZ, que juega en la Liga Premier de Bielorrusia. Su tierra natal es el Estadio Torpedo .

## Personalidades
- Mikalay Kashewski (b. 1980), futbolista
- Nastassia Novikava (b. 1981), levantador de pesas

## Ciudades hermanadas
- Krivói Rog (2018-2022)[6]
- Vénissieux (Francia)